# Christian Henrich Heineken

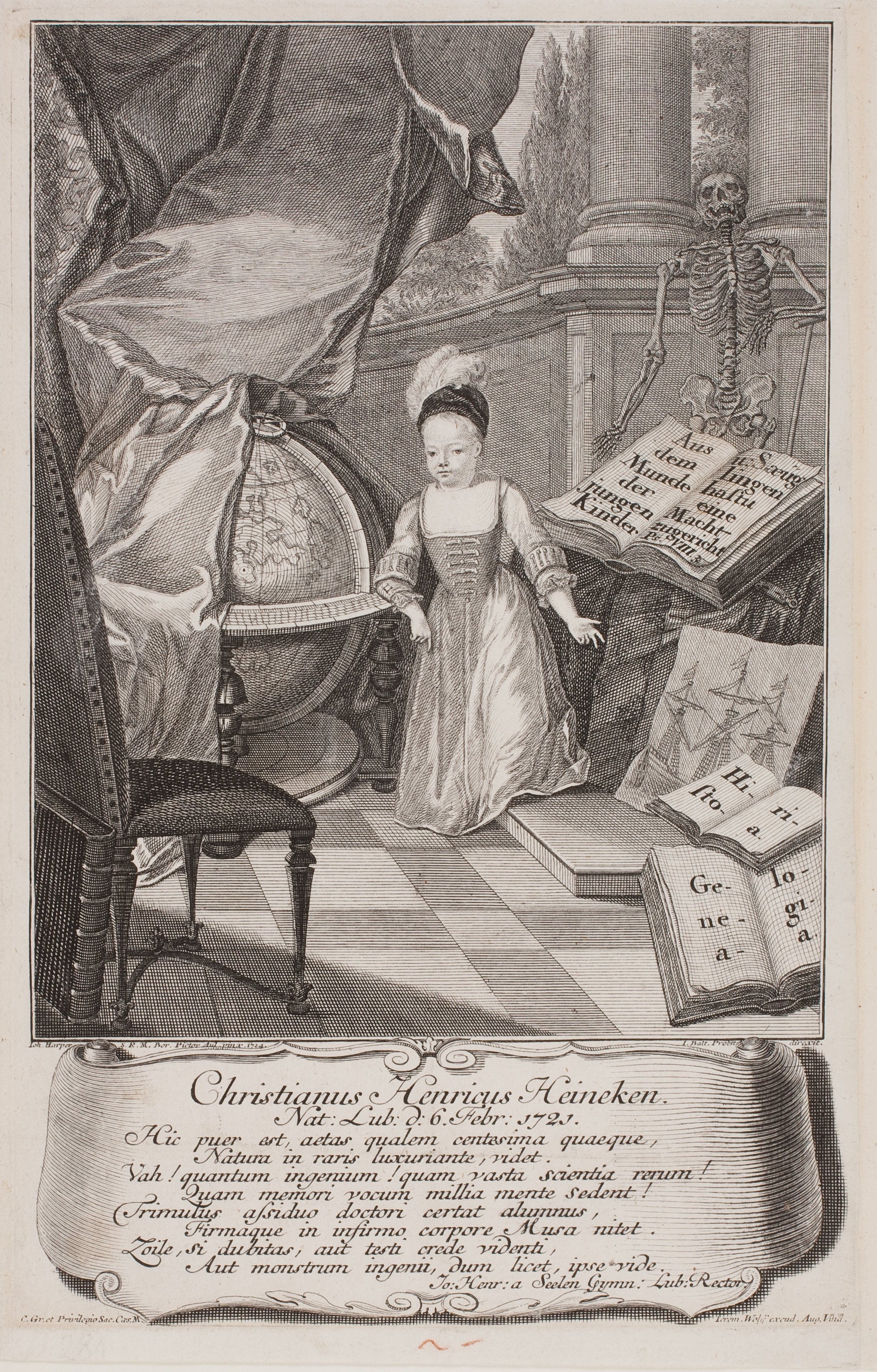
Christian Henrich Heineken, Stich von Johann Balthasar Probst (1673–1750) nach dem Gemälde von Johann Harper

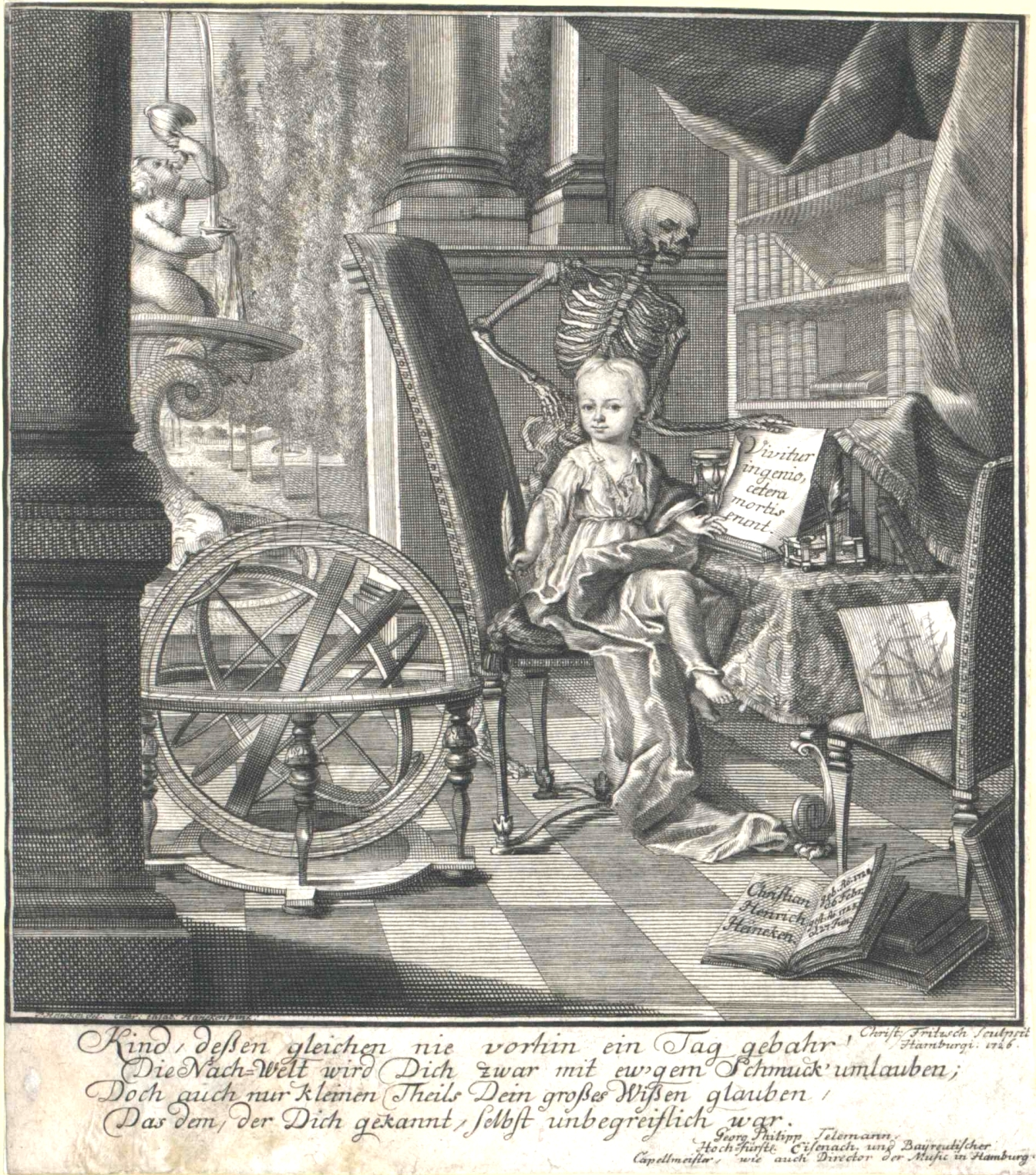
Christian Henrich Heineken, Stich von Christian Fritzsch (1726) mit Gedicht von Telemann

Christian Henrich Heineken, auch Christian Heinrich Heineken, Heinecken (* 6. Februar 1721 in Lübeck; † 27. Juni 1725 ebenda) erregte als Lübecker Wunderkind durch seine extreme geistige Frühreife innerhalb seines kurzen Lebens großes Aufsehen.

## Leben
Heineken war bereits im Alter von zehn Monaten in der Lage, alle Gegenstände zu benennen und Bilder zu erklären. Bald darauf konnte er lesen und zeichnete sich durch enorme Gedächtnisleistungen aus – so rezitierte er z. B. große Passagen aus der Bibel auswendig und zeigte breites geographisches, geschichtliches und mathematisches Wissen. Heineken beherrschte zweijährig schon Latein und Französisch und verfasste mit drei Jahren eine Geschichte Dänemarks. Der dänische König Friedrich IV., der ihn am 9. September 1724 zu einer Audienz empfing, bezeichnete ihn als ein „Miraculum“. Immanuel Kant nannte ihn ein „frühkluges Wunderkind von ephemerischer Existenz“ und eine der „Abschweifungen der Natur von ihrer Regel“. Johann Harper malte 1724 sein Porträt, nach dem Johann Balthasar Probst einen Kupferstich anfertigte. Der Komponist Georg Philipp Telemann verfasste mehrere Gedichte wie Kind, dessen gleichen nie vorhin ein Tag gebahr! auf sein kurzes Leben.
Die Berühmtheit Heinekens, die von seinen Eltern, dem Lübecker Maler und Architekten Paul Heinecken und der Blumenmalerin, Kunsthändlerin und Alchimistin Catharina Elisabeth Heinecken, sowie von seinem Lehrer Christian von Schöneich gezielt gefördert wurde, führte dazu, dass er ständig auftrat und zeitweilig auf Reisen war. Die Öffentlichkeit honorierte diese Auftritte zwar mit Begeisterung, für die Familie und insbesondere das Kind waren sie jedoch zunehmend eine Belastung.
Heineken starb nach mehrmonatiger Leidensphase, vermutlich an der seinerzeit unbekannten Zöliakie. Dass er überhaupt so alt wurde, war seiner Amme Sophie Hildebrandt zu verdanken, die ihn jahrelang gestillt hatte. Die zunehmende Ernährung mit Getreideprodukten führte vermutlich zu seinem Tode.
Sein älterer Bruder Carl Heinrich von Heineken stand im Dienst des Grafen Brühl und war als Kunstsammler und Kunstkenner bekannt.

## Werke
- Des Lübekischen dreyjährigen Knabens Christian Henrich Heinekens Vorschmak der alten, mitlern und neuen Dänischen Geschichte, aus denen bewehrtesten Geschichtschreibern des Königreichs Dänemarck kurtzbündigst gezogen, und von demselben nach vorhergefasseter Universal-Historie in seinem dritten Jahre erlernet. Koop, Lübeck 1724.
- Des Berühmten Lübeckischen Säuglings, Christian Henrich Heineken, An- und Abschieds-Reden, an Seine Königliche Majestät zu Dännemarck und Norwegen, Friedrich den Vierdten, bey der ihm zu Friedensburg den 9. Septembr. 1724 ertheilten allergnädigsten Audientz. Lübeck 1724.